# Yaloupi
La rivière Yaloupi parfois dénommée Yaroupi est un cours d'eau situé en Guyane française, et un affluent du Oyapock.

## Géographie
Cette rivière tumultueuse comprend un grand nombre de sauts. Après un parcours forestier de 113 kilomètres de long dans le parc national de Guyane et sur le territoire communal de Camopi, la rivière Yaloupi se jette dans le Oyapock, la confluence se situant entre Trois Sauts et Camopi et à environ 200 kilomètres de l'estuaire de l'Oyapock.

## Histoire
Dès 1729 l'existence de "forêts" de cacaoyers sauvages est mentionnée par les explorateurs du sud de la Guyane. Les localisations indiquées, assez imprécises, restreignent toutefois leur présence aux berges des rivières Kérindioutou (nom de l'Oyapok dans son cours supérieur), Camopi, Yaloupi et Euleupousing, toutes affluents de l'Oyapok, frontière actuelle entre la Guyane française et le Brésil.